# Inwazja na USA (film 1985)
Inwazja na USA lub Kraj pod ostrzałem (ang. Invasion U.S.A.) – amerykański film sensacyjny z gatunku thriller z 1985 roku wyreżyserowany przez Josepha Zito. Wyprodukowany przez Cannon Films. Film jest spokrewniony z filmem z 1952 roku o tym samym tytule.
Premiera filmu miała miejsce 27 września 1985 roku w Stanach Zjednoczonych.

## Fabuła
Akcja filmu rozgrywa się na Florydzie. Amerykańska straż przybrzeżna napotyka dryfujący kuter. Okazuje się, że płyną nim bandyci przewożący ładunek narkotyków. Ich przywódca Rostow (Richard Lynch) chce zdobyć broń. Przygotowuje bowiem atak, który zapewni mu władzę w Stanach Zjednoczonych. Z terrorystą musi się zmierzyć były agent CIA Matt Hunter (Chuck Norris).

## Obsada
Źródło: Filmweb
- Chuck Norris jako Matt Hunter
- Richard Lynch jako Michaił Rostow
- Melissa Prophet jako McGuire
- Alexander Zale jako Nikko
- Alex Colon jako Tomas
- Eddie Jones jako Cassidy
- Jon DeVries jako Johnston
- Billy Drago jako Mickey
- Jaime Sánchez jako Castillo
- Mario Ernesto Sánchez jako Victor

i inni